# 斯图尔特·尤因
斯图尔特·尤因（英語：Stuart Ewin，1967年10月2日—），澳大利亚男子轮椅篮球运动员。他曾代表澳大利亚参加1988年、1992年和1996年夏季残疾人奥林匹克运动会轮椅篮球比赛，其中1996年夏季残奥会获得一枚金牌。